# Polykleitos de Oudere

Dorifor

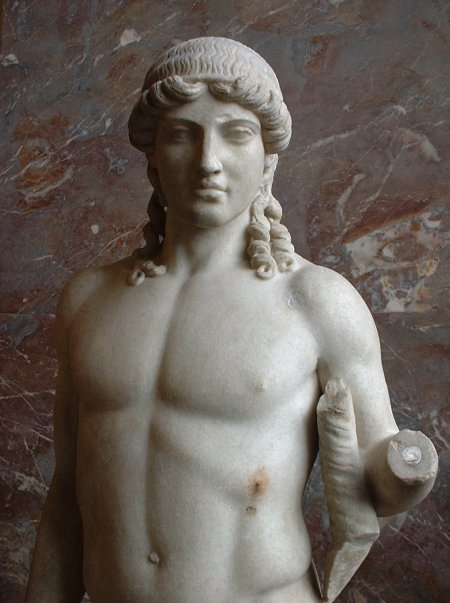
"Apollo", Romeinse kopie naar origineel van Polykleitos, collectie Louvre

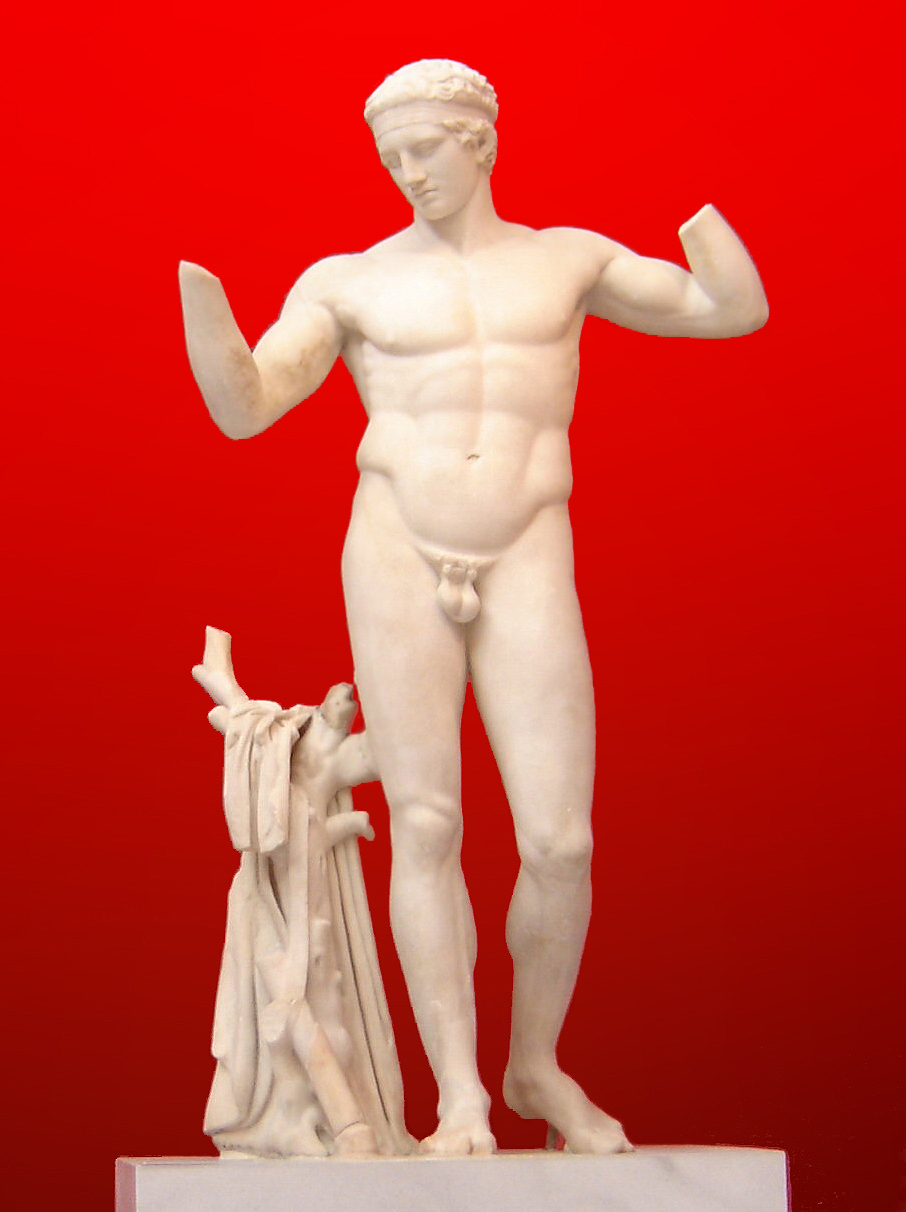
De "Diadúmenos" van Polykleitos (kopie in het Nationaal Museum te Athene)

Polykleitos de Oudere  (Oudgrieks: Πολύκλειτος, Polýkleitos) (Latijn Polycletus Senior) was een Grieks beeldhouwer uit de 5e eeuw v.Chr.

Hij werd geboren in Argos en was net als zijn vakgenoten Phidias en Myron een leerling van Ageladas van Argos. In de klassieke oudheid werd hij gezien als een van de grote beeldhouwers van de klassieke periode, de gelijke van Phidias. Hij geldt als de stichter van de School van Argos en is de meest getalenteerde vertegenwoordiger van de Peloponnesische traditie in de tweede helft van de 5e eeuw v.Chr. Zijn werk werd niet beïnvloed door dat van Phidias en de Attische School.
Polykleitos is ook de auteur van een verloren gegaan werk over beeldhouwkunst, de Kanoon (canon = "richtsnoer"), waarin onder meer de ideale, wiskundige verhoudingen worden aangegeven. Hij wordt gezien als de uitvinder van de contraposthouding van een beeld. Er wordt vermeld dat hij een ideaal bronzen beeld goot als voorbeeld van zijn ideeën over symmetrie en ritmiek.
Mogelijk was hij de vader van Polykleitos de Jongere, een begaafde architect, al wordt de identiteit van die laatste soms in twijfel getrokken. Polykleitos de Jongere zou het theater en de Tholos in Epidauros hebben ontworpen.

## Afbeeldingen van sporters
Polykleitos de Oudere was ofwel afkomstig van Argos of van Sycion, twee naburige steden in het noordoosten van de Peloponnesos. Hij was een van de bekendste Griekse klassieke beeldhouwers uit de 5e eeuw v.Chr. en leerling van Ageladas. Men kan hem best situeren als klassiek kunstenaar, die zich qua stijl in de overgang bevindt van de strakke vormen van de Egyptische kunst en de latere hellenistische kunst. Hij werkte voornamelijk met brons. Hij werd door Plinius de Oudere in één adem genoemd met zijn rivaal en medestudent Myron, en Plato associeerde hem dan weer met Phidias. Deze beeldde meestal goden en godsfiguren af, waar Polykleitos meestal de atletische mens als voorbeeld voor zijn werk nam. Maar zoals Phidias werkte hij ook met “chryselephantien” (goud en ivoor) bij het maken van het beeld van de godin Hera voor de tempel Heraion in Argos. Dit was zo bekend dat er wel negen oude teksten zijn die het vermelden, en het hoofd verschijnt ook op oude munten afkomstig van Argos.
Polykleitos was ook oprichter van de school van Argos. Voor het eerst werd er een school opgericht waar de klassieke beeldhouwkunst bloeide en die drie generaties lang zou blijven bestaan, van ca. 430-350 v.C. Polykleitos beïnvloedt dan ook heel wat van zijn opvolgers, waaronder vnl. Skopas en Lysippos.
De originele werken zijn alle verloren gegaan. We kennen ze dus enkel door Romeinse en hellenistische kopieën, die in de meest gerenommeerde musea van de wereld te bezichtigen zijn. Deze kopieën zijn weliswaar in marmer vervaardigd en niet in brons, zoals dat oorspronkelijk wel het geval was.
In 708 v.C. werd op de Olympische Spelen de pentatlon of vijfkamp ingevoerd. Deze bestond uit een combinatie van discuswerpen, speerwerpen, hardlopen, worstelen en verspringen. De vijf wedstrijden werden in één namiddag gehouden. De Grieken bewonderden vooral de lichamen van de pentatlonatleten, omdat zij de ideale combinatie vormden van kracht, grootte, schoonheid en snelheid. Vandaar dat zij dan ook dienden als inspiratiebron voor de klassieke beeldhouwers, bijvoorbeeld de discuswerper van Myron en de speerdrager van Polykleitos.

## Brons
De speerdrager of Doruphoros is een van de bekendste bronzen naakten van Polykleitos. Het vormde een deel van een wel zeer bijzonder project, nl. de illustratie van de theorie van Polykleitos over de schoonheid van het menselijk lichaam, zijn “canon”. Zowel dit ongeveer 2 m hoge beeld als de tekst die hij erbij schreef worden “canon” genoemd. Sommigen spreken over een boek, anderen over een pamflet waarin hij de systematische uitwerking neerschrijft voor de opbouw van een beeld. De “canon” was ontworpen voor universeel gebruik, zowel voor de afbeelding van atleten, goden als helden. Hij zou er voorschriften in formuleren om via mathematische berekeningen tot de ideale verhoudingen van het menselijk lichaam te komen.
Polykleitos was een echte perfectionist. Aan elk bronzen werk gaat een vorm in klei vooraf. Zo wordt er in de oude teksten verwezen naar het feit dat Polykleitos het vormen van de klei rond de vingernagel het moeilijkste vond, want de afgewerkte bronzen vorm moest nadien dan ook absoluut scherp omlijnd zijn. Zijn hele denken over de proporties en de onderling meetbare delen van het menselijk lichaam begon bij Polykleitos nl. bij de vinger. Maar ook het ritme was belangrijk. Zijn “contraposto” is de afwisseling via tegenstelling van rustgevende en dragende delen. Antithese is heel belangrijk in het Griekse denken. Filosofen gebruikten deze systemen van tegengestelden. Interessant is dat ook Polykleitos drie van deze principes in zijn werk gebruikte: links/rechts, rust/beweging, recht/gebogen. Het resultaat is een rustige en harmonieuze uitdrukking. De Doryphoros is hiervan het mooiste voorbeeld. Het hele gewicht van de compositie steunt op één been (steunbeen genoemd in de contrapostohouding). Maar de afbeelding van de Doryphoros toont dat niet alleen de verdeling van het gewicht belangrijk is. De essentie van Polykleitos zijn compositie is eerder een afgemeten mengeling van gewichtsverdeling t.o.v. een vrije en natuurlijke houding. Dit was volledig nieuw voor die tijd evenals de totaalvisie van absolute schoonheid. De Doryphoros zal lange tijd het prototype van het mannelijke standbeeld blijven. Zijn houding is een combinatie van rust en beweging, zijn fysieke proporties die van mager en corpulent, zijn leeftijd tussen jong en volwassen. De intentie van Polykleitos was om een werk van absolute perfectie te creëren gebaseerd op onwrikbare regels die anderen moesten en ook zouden volgen als een wet.

## Rivaliteit
In zijn tijd had Polykleitos ook rivalen. Rond 360 v.C. publiceerde Euphranor een alternatieve canon. Symmetrie was de leidraad en zorgde ervoor dat het lichaam te smal werd en de ledematen te lang.
Sommige bronnen beweren dat de Doryphoros Achilles zou voorstellen en dat de speer een heroïsch wapen zou zijn, zwaarder dan zijn sportieve tegenhanger. Achilles zou de enige zijn geweest die dit wapen kon hanteren. Dit betekent dat de inspiratie voor de fysiek van het beeld zowel uit de krijgs- als uit de sportwereld zou kunnen komen. Een kopie van het beeld is te zien in het Nationaal Museum van Napels.
Een bijna even belangrijk werk, dat eveneens aan Polykleitos toegeschreven wordt, is de Diadoumenos uit Delos. Zowel de Doryphoros als de Diadoumenos worden rond 440 v.C.-420 v.C. gesitueerd. Het is de afbeelding van een jonge atleet met haarband, net voor zijn lauwering. Opnieuw past Polykleitos de contrapostohouding toe en steunt het hele beeld op één been, nl. het rechterbeen, net als bij de Doryphoros. Ook hier beweren sommige bronnen dat het beeld een afbeelding van Apollo zou zijn met een pijlkoker naast zich, maar toch blijft de visie van een atletisch figuur meer waarschijnlijk.
De Romeinse marmeren kopie van het Griekse bronzen beeld is te zien in het Nationaal Museum van Athene.
Sommigen beweren dat de Doryphoros zijn bekendste werk is, anderen verkiezen eerder het enorme beeld van Hera dat Polykleitos maakte voor de tempel Heraion. De volledige tempel wordt beschreven door Pausanias, terwijl Strabo de Hera vergelijkt met het chryselephantiene werk van Phidias. Het beeld zit op een troon, is zeer groot en is gemaakt van goud en ivoor. Hera draagt een kroon, en in één hand houdt ze een granaatappel vast, in de andere een scepter. De oude houten tempel brandde af in 423 v.C. en werd heropgebouwd rond 400 v.C. Als de Hera aan Polykleitos toegeschreven wordt, dan betekent dit dat hij werkzaam is geweest tot het einde van die eeuw. De Hera wordt ook weleens vergeleken met het beeld van Zeus gemaakt door Phidias, maar de versie van Polykleitos zou meer vakmanschap vertonen.
Plinius de Oudere schrijft over de rivaliteit tussen Phidias en andere beeldhouwers uit Ephesos. Dit wordt door andere bronnen betwist, maar wat toch algemeen aanvaard wordt, is dat er wedstrijden plaatsvonden in de 5e eeuw v.C. Zo zijn er drie types van amazonebeelden bewaard gebleven, de “Sosikles”, de “Matrei” en de “Sciarra” amazones. Zij zouden zijn gemaakt in het kader van zo’n wedstrijd. Eén ervan wordt aan Polykleitos toegeschreven, nl. de ”Sosikles” Amazone. Het beeld bevat alle elementen van de contraposto van Polykleitos. De aandacht wordt nog eens extra gevestigd op de wonde onder haar rechter rib. In het aangezicht van de Amazone zijn helemaal dezelfde details en karakteristieken terug te vinden als in de Doryphoros. De “Sciarra” amazone wordt eerder aan Kresilas toegeschreven en ziet er heel anders uit. Het contrapostoprincipe wordt niet toegepast, de houding is ook anders en het geheel straalt voornamelijk pathos uit.
Het schijnt dan ook het beeld van Polykleitos te zijn dat de tempel van Artemis in Ephesos zou verfraaien, waardoor men vermoedt dat hij de wedstrijd won. De afwerking van de tempel, na 120 jaar (rond ca. 430 v.C.), scheen een voldoende belangrijke gebeurtenis om zo’n wedstrijd te organiseren.
Ook het beeld van de “Westmacott-atleet”, wordt aan Polykleitos toegeschreven. In de oude literatuur is het Pausanias die het bronzen beeld van Kyniskos (Westmacott-atleet) zag op de Olympia. Het werk is verloren gegaan, maar de basis met inscripties bleef bewaard en de insnijdingen erbovenop corresponderen precies met de positie van de voeten van het beeld.
Van de “Sosikles” amazone, de Doryphoros en de Westmacott-atleet zijn sporen gevonden tussen de resten in een werkplaats van een kopiist in Baiae bij Napels.

## Werken
Zijn oudste werk valt te dateren na 452 v.Chr., en zijn jongste werk is een Spartaans herdenkingsmonument voor Aegospotami uit 405. Polykleitos specialiseerde zich in standbeelden voor olympische overwinnaars, en in Olympia werden inderdaad drie gesigneerde voetstukken van zulke beelden teruggevonden. Polykleitos' originele werken zijn alle verloren gegaan, maar er bestaat een grote hoeveelheid hellenistische en Romeinse kopieën, waaruit blijkt hoe groot zijn populariteit wel was, ook na zijn dood.
- De beste bewaarde kopie is de beroemde Diadúmenos (voor het origineel daarvan kreeg hij ooit honderd talenten in zilver uitbetaald!), gevonden in Delos, maar nu bewaard in het Nationaal Museum van Athene. Het beeld is een laathellenistische kopie en stelt een atleet voor die zichzelf een hoofdband ombindt.
- Zijn Dorýphoros ("Lansdrager") is bewaard in een tamelijk goede Romeinse kopie, gevonden in Pompeï, maar nu in het Nationaal Museum van Napels.
- De zogenaamde "Westmacott-atleet", een Romeinse kopie in het British Museum in Londen, zou het type bewaren van zijn zegemonument voor de olympische overwinnaar Cyniscus.
- Een kopie van een Amazone, nu in Berlijn, zou de stijl van Polykleitos weergeven: een beschrijving van het origineel bleef immers bewaard.

Polykleitos werkte vooral met brons, maar hij vervaardigde onder meer ook het gigantische beeld van de godin Hera voor haar heiligdom in Argos, dat verloren is gegaan, in chryselephantien: goud-en-ivoor op een houten kern.

## Werken die met een grote waarschijnlijkheid aan Polykleitos worden toegeschreven[1]

### Goden en helden
- Hera in het Argive Heraion
- Hermes, later in Lysimacheia
- Heracles, later in Rome
- Heracles en de Hydra
- Amazone in Efeze

### Andere
- Doryphoros
- Diadoumenos
- Apoxyomenos
- De jonge bokser Kyniscos van Mantinea, in Olympia
- De vijfkamper Pythokles van Elis, in Olympia, later in Rome
- Naakte jongeling, op bikkel stappend (Kairos)
- Twee naakte jongens die bikkelen
- Bevelhebber die wapenen opneemt
- Twee manddragers, gestolen in Sicilië
- Artemon

- Bibsys: 90216288
- Bibliothèque nationale de France: cb12181794m (data)
- Catàleg d'autoritats de noms i títols de Catalunya: 981058615046806706
- CiNii: DA07222270
- Gemeinsame Normdatei: 118741438
- International Standard Name Identifier: 0000 0001 0219 154X
- KulturNav: f81fcf1a-acf2-4c5f-ab69-51f9f25a2544
- Library of Congress Control Number: nr91007900
- Nationale Bibliotheek van Israël: 987007266626305171
- Nationale Bibliotheek van Polen: a0000002836748
- LIBRIS: 298512
- Système universitaire de documentation: 030395046
- Union List of Artist Names: 500014683
- Virtual International Authority File: 98125802
- WorldCat: E39PCjyr7jx4KyCvygDTBQd8Fq